# 軽間鳥麻呂
軽間 鳥麻呂（かるま の とりまろ）は、奈良時代の官人・大工。姓は連。官位は外従五位下・修理次官。

## 出自
軽間氏（軽間連）の出自は必ずしも明らかでないが、苅間・軽馬・借馬と同じとすれば物部氏族に属する天孫系氏族と考えられる。『先代旧事本紀』に以下の記載がある。
1. 物部目の子で、宣化朝の人である物部荒山の弟・物部麻作（まさ）を借馬連・笶原連らの祖とする。
2. 物部木蓮子の子で、武烈朝の人である物部長目（おさめ）を軽馬連らの祖とする。
3. その弟の物部金（かね）を借馬連、野馬連らの祖とする。

## 経歴
称徳朝にて大安寺の造営に造寺大工として参画したらしく、神護景雲元年（767年）称徳天皇の大安寺行幸に際して、外従五位下に叙せられた。
光仁朝の宝亀3年（772年）修理次官に任ぜられている。

## 官歴
『続日本紀』による。
- 時期不詳：正六位上。造寺大工
- 神護景雲元年（767年） 3月9日：外従五位下
- 宝亀元年（772年） 11月1日：修理次官